# Overlaat van het Nieuwbedelf

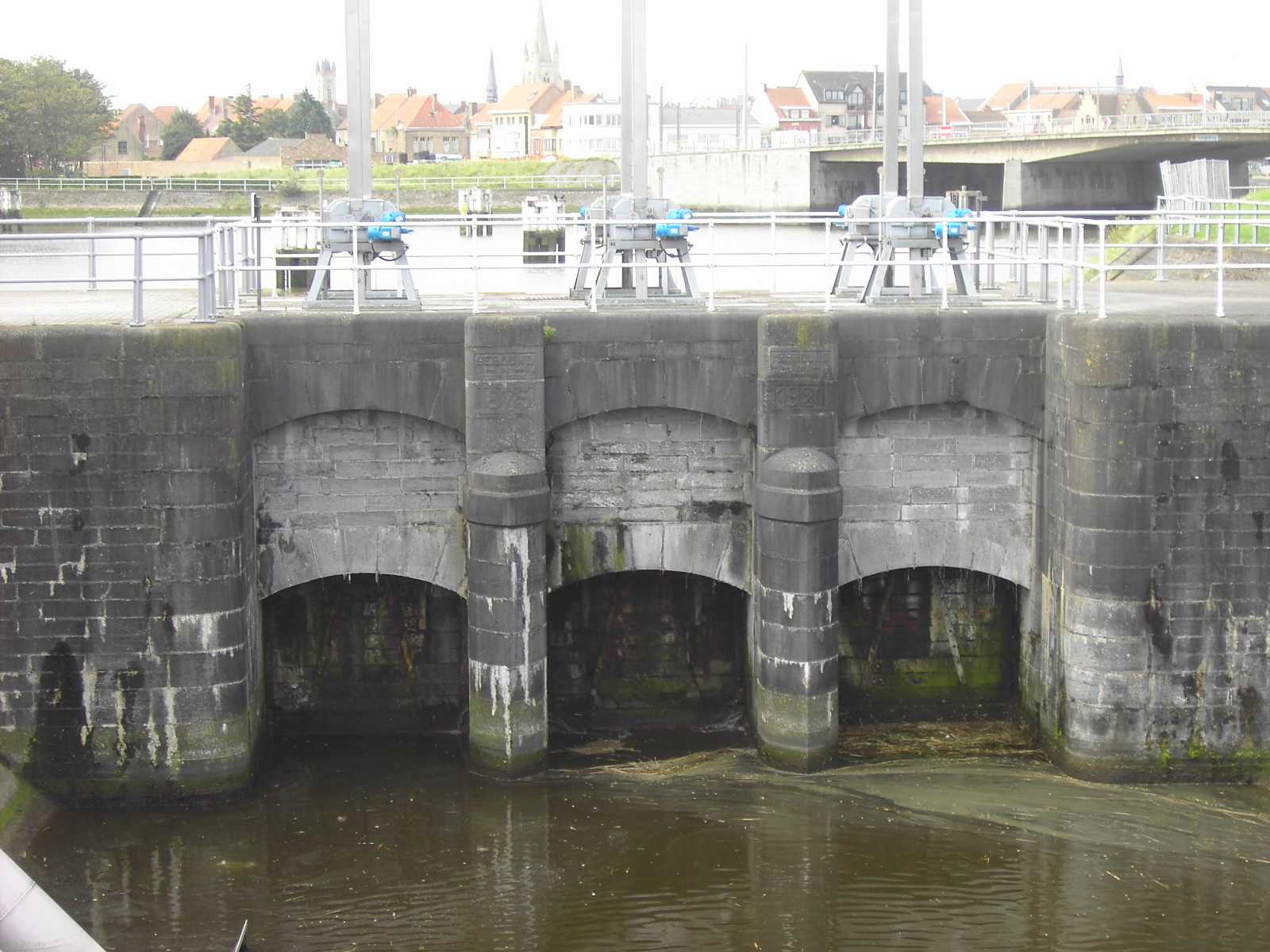
De overlaat, gezien vanaf het kanaal

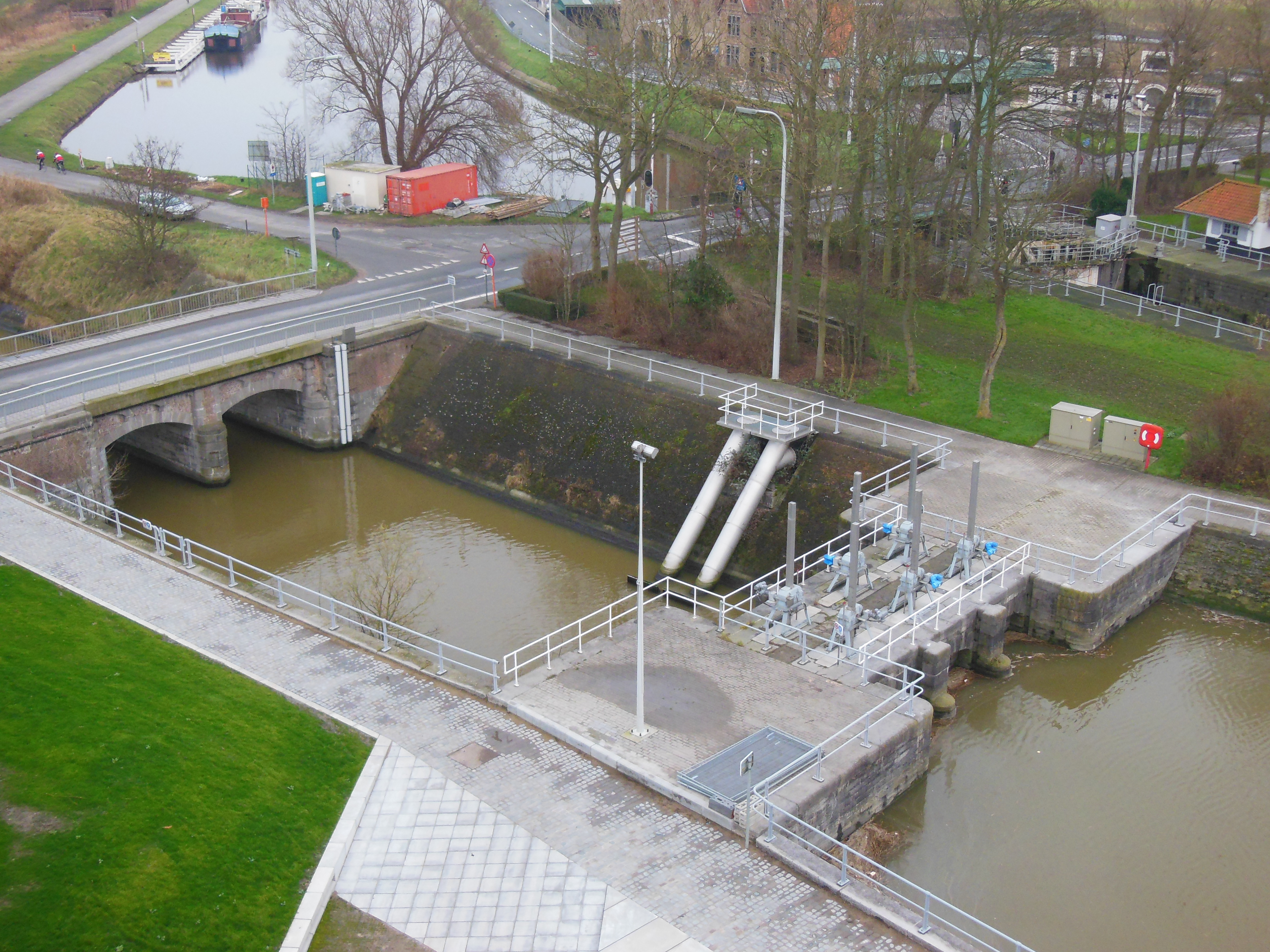
De overlaat, gezien vanaf het Koning Albert I-monument

De Overlaat van het Nieuwbedelf (ook 'Overlaat van de Grote Westwatering' genoemd) is een spuisluis of uitwateringssluis van het  afwateringskanaal Nieuwbedelf in de Belgische stad Nieuwpoort. De overlaat is het zesde en laatste kunstwerk op de Ganzepoot, komende van Nieuwpoort. De Overlaat van het Nieuwbedelf werd gebouwd in 1875 en bestaat uit drie doorstroomopeningen van elk 2,10 meter breed.
Langs de overlaat voert het Nieuwbedelf neerslagwater af van het deel van de Grote Westwatering tussen de duinen en de Plassendalevaart of Brugse Vaart. Het Nieuwbedelf kan ook water afvoeren van de Vladslo Ambacht polder. De Vladslo Ambacht polder strekt zich uit ten noorden van Diksmuide. Daartoe is het afwateringskanaal van die polder, de Vladslovaart, verbonden met het Nieuwbedelf door een duiker onder de Plassendalevaart ter hoogte van de plaats gekend als de Ketsbrug. 
Uit het gebied tussen de duinen en de Plassendalevaart wordt overtollig water ook afgevoerd door een sloot gekend als het Geleed. Het Geleed mondt uit in de IJzer  tussen de nieuwe jachthaven en het natuurdomein langs een overlaat bekend als het Pietesas.

## Tijdens de Eerste Wereldoorlog
Eind 1915 verdedigden de Fransen het bruggenhoofd rond het sluizencomplex. Ze wierpen ter hoogte van de Boterdijkbrug of Stenenbrug, zowat vijf honderd meter stroomopwaarts van de overlaat, met zandzakjes een dam op in het Nieuwbedelf. In de dijk van de Plassendalevaart sloegen ze een bres om met water van de Plassendalevaart het gebied ten oosten van de Boterdijk via het Nieuwbedelf onder water te zetten. Deze inundatie moest het bruggenhoofd beschermen. De dam moest beletten dat het inundatiewater via de overlaat van het Nieuwbedelf zou kunnen afvloeien naar zee. Aanvankelijk werd de overlaat van het Nieuwbedelf dus alleen gebruikt voor ontwatering binnen het bruggenhoofd.
In juli 1917 werd het bruggenhoofd bezet door de Engelsen. Ze vatten het plan op aan te vallen in de richting Westende. Het gebied tussen de weg naar Westende en de Boterdijk was ondertussen ook onder water gezet via het Nieuwbedelf. Ze vroegen aan de Belgen de overlaat van het Nieuwbedelf te openen om deze inundatie te ledigen. De overlaat van het Nieuwbedelf werd daarop, in augustus 1917, totaal vernietigd door de Duitse zware artillerie. Het zeewater kon vrij binnendringen. De inundaties dienden nu als versterking van de Duitse stelling rond de Grote Bamburg hoeve. 
Rond dezelfde tijd vernietigde de Duitse artillerie ook de luiken die de watertoevoer naar het hoornwerk (redan) van Palingbrug controleerden om het terrein ten noorden van Nieuwpoort blijvend te inunderen en de noordelijke uitgangen van Nieuwpoort onbruikbaar te maken. 
Tijdens de Eerste Wereldoorlog werd de overlaat door de manschappen van de Compagnie Sapeurs-Pontonniers verkeerdelijk "déversoir du Vladslo" genoemd. Robert Thys heeft na de oorlog deze benaming overgenomen om geen verwarring te zaaien.